# Indi Hartwell
Samantha De Martin (Melbourne, 17 de agosto de 1996) é uma lutadora profissional australiana, mais conhecida por seu nome de ringue Indi Hartwell. Ela trabalha atualmente para a Total Nonstop Action Wrestling (TNA). Ela é mais conhecida por sua passagem na WWE de 2019 a 2024, onde ela foi uma vez campeã feminina do NXT e uma vez campeã de duplas femininas do NXT, tendo conquistado este último ao lado de Candice LeRae. Indi também foi membro do grupo The Way.
Antes de assinar com a WWE, De Martin lutou em seu país natal Austrália, em promoções como Riot City Wrestling e World Series Wrestling. Ela foi conquistou uma vez o RCW Women's Championship e uma vez o WSW Women's Championship.

## Carreira na luta livre profissional

### Início de carreira (2016–2019)
De Martin começou seu treinamento aos 19 anos, sendo treinada pela Professional Championship Wrestling (PCW) Academy em Melbourne. Hartwell fez sua estreia em março de 2016, em seu país natal, a Austrália. Ela se apresentou em várias promoções, como Melbourne City Wrestling, Shimmer, Rise, Riot City Wrestling e World Series Wrestling.

### WWE (2019–2024)

#### NXT (2019–2023)
Em 5 de novembro de 2019, foi reportado que Hartwell assinou um contrato com a WWE. Em 7 de novembro de 2019, ela fez sua estreia em um evento ao vivo do NXT. No episódio de 15 de janeiro de 2020 do NXT, fez sua estreia televisiva ao participar da Battle Royal que determinaria a desafiante número um ao título do Campeonato Feminino do NXT, na qual foi eliminada. Ela apareceu no episódio de 20 de abril do Raw, onde perdeu por decisão do árbitro contra Shayna Baszler após Baszler machucar seu braço. Após a luta, Baszler prendeu seu braço em uma escada. No episódio de 15 de julho de 2020 do NXT, Hartwell conquistou sua primeira vitória televisiva contra Shotzi Blackheart.
No episódio de 7 de outubro do NXT, começou uma história em que Hartwell deu uma televisão nova para os Garganos com um pen drive na embalagem, após ser vista ajudando Candice LeRae na Battle Royal para determinar a desafiante pelo Campeonato Feminino do NXT no TakeOver 31, realizado em 4 de outubro. No Halloween Havoc, uma figura mascarada vestindo o traje de Ghostface foi vista ajudando LeRae durante sua luta pelo Campeonato Feminino do NXT contra Io Shirai, mas foi afastada pela anfitriã do evento, Shotzi Blackheart. No episódio de 11 de novembro do NXT, foi revelado que Hartwell era a figura mascarada, se aliando com LeRae no processo. No episódio de 9 de dezembro do NXT, Johnny Gargano revelou que havia formado um grupo com Candice LeRae, Austin Theory e Hartwell, chamado The Way.
No episódio de 22 de janeiro de 2021 do 205 Live, Hartwell e LeRae derrotaram a equipe de Cora Jade e Gigi Dolin nas quartas de final do Women's Dusty Rhodes Tag Team Classic, marcando a primeira vez que uma luta feminina ocorreu na história do 205 Live. No episódio de 10 de fevereiro do NXT, elas foram eliminadas por Ember Moon e Shotzi Blackheart nas semifinais do torneio. Em 8 de abril, no TakeOver: Stand & Deliver, Hartwell e LeRae desafiaram Moon e Blackheart pelo Campeonato de Duplas Femininas do NXT, mas foram derrotadas. No episódio de 27 de abril do NXT, atacaram Blackheart e Moon, preparando o terreno para uma futura luta street fight pelo título. No episódio seguinte do NXT, elas derrotaram as campeãs, conquistando o Campeonato de Duplas Femininas do NXT, marcando o primeiro título de Hartwell na WWE. No Great American Bash, a equipe de Io Shirai e Zoey Stark derrotou Hartwell e LeRae, encerrando seu reinado de 63 dias.
Após meses de promos com seu namorado de tela, Dexter Lumis, Hartwell o propôs em casamento em 17 de agosto, no episódio do NXT. No episódio de estreia do NXT 2.0, onde a marca anunciou "novos começos", ela foi a noiva em um casamento kayfabe, casando-se com Lumis. No Halloween Havoc, Hartwell se uniu a Persia Pirotta em uma luta de escadas Scareway to Hell contra Toxic Attraction (Gigi Dolin e Jacy Jayne) e a equipe de Shirai e Stark pelos títulos de dupla femininos, mas perdeu. Nas semanas seguintes, Hartwell e Pirotta iniciaram uma rivalidade com Toxic Attraction, resultando em uma luta pelos títulos de dupla femininos no Vengeance Day, onde não conseguiram vencer. Elas então participaram do Women's Dusty Rhodes Tag Team Classic, sendo eliminadas na primeira rodada pela equipe de Dakota Kai e Wendy Choo.
No episódio de 19 de julho de 2022 do NXT, Hartwell competiu em uma battle royal feminina com 20 participantes para determinar a desafiante número um pelo Campeonato Feminino do NXT, eliminando Arianna Grace, mas sendo eliminada por Tiffany Stratton. Após perder para Blair Davenport no episódio de 23 de agosto do NXT, Hartwell se reuniu com Dexter Lumis e recebeu uma carta de "eu te amo" antes de Lumis ser levado pela polícia. No episódio de 6 de dezembro do NXT, Hartwell derrotou Fallon Henley e Wendy Choo em uma luta triple threat, garantindo um lugar no Iron Survivor Challenge feminino no NXT Deadline. Quatro dias depois, no evento, Hartwell conseguiu um ponto contra a eventual vencedora Roxanne Perez. No New Year's Evil, em 10 de janeiro de 2023, ela participou de outra battle royal feminina, eliminando Lash Legend, mas foi eliminada pelas vencedoras, Toxic Attraction (Gigi Dolin e Jacy Jayne). Em 28 de janeiro, Hartwell entrou em sua primeira luta Royal Rumble no evento homônimo, entrando como número 26 e durando mais de quatro minutos antes de ser eliminada por Sonya Deville.
No episódio de 21 de março do NXT, Hartwell perdeu para Tiffany Stratton em uma luta de qualificação pelo Campeonato Feminino do NXT. No entanto, na semana seguinte, Hartwell se qualificou para a luta ao derrotar Ivy Nile e Sol Ruca em uma luta Last Chance. No Stand & Deliver, em 1 de abril, Hartwell conquistou o Campeonato Feminino do NXT em uma luta de escadas com seis mulheres. No Spring Breakin', em 25 de abril, ela defendeu com sucesso seu título contra Stratton e Roxanne Perez em uma luta triple threat. Hartwell se machucou durante a luta. Como parte do WWE Draft de 2023, Hartwell foi transferida para a marca Raw. Como resultado, no episódio de 2 de maio do NXT, Hartwell abriu mão do Campeonato Feminino do NXT, encerrando seu reinado em apenas 31 dias, tornando-se o mais curto na história do título.

#### Plantel principal (2023–2024)
Hartwell fez sua primeira aparição no Raw durante um segmento nos bastidores com Gargano, LeRae e Lumis no episódio de 8 de maio. No episódio de 3 de julho do Raw, ela fez sua estreia no ringue, formando uma equipe com LeRae, mas perdeu para Sonya Deville e Chelsea Green. Em fevereiro de 2024, Hartwell e LeRae desafiaram as campeãs de duplas femininas da WWE, The Kabuki Warriors, pelos títulos no Elimination Chamber: Perth, mas foram derrotadas. Durante o Draft da WWE de 2024, Hartwell e LeRae foram designadas para a marca SmackDown. No evento King and Queen of the Ring, Hartwell e LeRae perderam mais uma luta pelo título contra as novas campeãs de duplas, Bianca Belair e Jade Cargill. Em 1º de novembro, Hartwell foi demitida da WWE. O último combate dela pela empresa foi uma luta de duplas com LeRae, onde perderam para Bayley e Naomi no SmackDown gravado em 25 de outubro e transmitido no dia de sua demissão.

## Vida pessoal
De Martin é de ascendência chilena e italiana. Segundo Bayley, sua luta no NXT TakeOver: Brooklyn inspirou De Martin a se tornar uma lutadora profissional.

## Títulos e prêmios
- Battle Championship Wrestling
  - BCW Women's Championship (1 vez)[49]
  - BCW Women's Title Tournament[49]
- Newcastle Pro Wrestling
  - Newy Pro Women's Championship (1 vez)[50]
  - Queen Of The Castle 2018[51]
- Pro Wrestling Illustrated
  - PWI a colocou na #46ª posição das 250 melhores lutadoras individuais no PWI Women's 250 em 2023[52]
- Riot City Wrestling
  - RCW Women's Championship (1 vez)[53]
- World Series Wrestling
  - WSW Women's Championship (1 vez)[54]
- WWE
  - Campeonato Feminino do NXT (1 vez)[55]
  - Campeonato de Duplas Femininas do NXT (1 vez) – com Candice LeRae[22]